# Andero Kapp
Andero Kapp (ur. 20 kwietnia 2006) – estoński skoczek narciarski, reprezentant klubu Otepää SK. Uczestnik igrzysk europejskich (2023) oraz mistrzostw świata juniorów (2022 i 2024). Medalista mistrzostw kraju.

## Przebieg kariery
W styczniu 2019 w Otepää zajął 15. miejsce w mistrzostwach krajów nordyckich juniorów. W lipcu 2021 w tej samej miejscowości zadebiutował w FIS Cupie, plasując się dwukrotnie pod koniec stawki (42. i 43. miejsce). We wrześniu 2021 w Lahti w słabo obsadzonych konkursach tego cyklu (w obu wystąpiło po 27 skoczków) zdobył pierwsze punkty do klasyfikacji generalnej, ponownie zajmując miejsca pod koniec stawki (27. i 25. pozycja). W styczniu 2022 w Orkdal zajął 10. miejsce w mistrzostwach krajów nordyckich juniorów. W marcu 2022 w Zakopanem wziął udział w mistrzostwach świata juniorów, plasując się na 42. lokacie w zmaganiach indywidualnych.
Kapp jest medalistą mistrzostw Estonii w skokach narciarskich w konkursach drużynowych – latem 2019 zdobył złoto, a zimą 2021 i latem 2021 srebrne medale. Wielokrotnie zdobywał również medale w kategoriach juniorskich i dziecięcych.
Uprawia również kombinację norweską. W rywalizacji organizowanej przez FIS wziął udział raz – w sierpniu 2019 w Oberhofie wystąpił w zawodach FIS Youth Cup (nie ukończył rywalizacji). Poza tym na arenie krajowej wielokrotnie zdobywał medale mistrzostw Estonii w juniorskich i dziecięcych kategoriach wiekowych.

## Mistrzostwa świata juniorów

### Indywidualnie
| 2022 Zakopane | – | 42. miejsce     |
| 2024 Planica  | – | dyskwalifikacja |

### Starty A. Kappa na mistrzostwach świata juniorów – szczegółowo
| Miejsce | Dzień    | Rok  | Miejscowość | Skocznia           | Punkt K | HS     | Konkurs  | Skok 1 | Skok 2 | Nota      | Strata    | Zwycięzca         |
| ------- | -------- | ---- | ----------- | ------------------ | ------- | ------ | -------- | ------ | ------ | --------- | --------- | ----------------- |
| 42.     | 3 marca  | 2022 | Zakopane    | Średnia Krokiew    | K-95    | HS-105 | indywid. | 83,5 m | –      | 103,3 pkt | 208,2 pkt | Daniel Tschofenig |
| —       | 8 lutego | 2024 | Planica     | Srednja skakalnica | K-95    | HS-102 | indywid. | DSQ    | DSQ    | DSQ       | DSQ       | Stephan Embacher  |

## Igrzyska europejskie

### Indywidualnie
| 2023 Kraków/Zakopane | – | dyskwalifikacja (K-95), 51. miejsce (K-125) |

### Starty A. Kappa na igrzyskach europejskich – szczegółowo
| Miejsce | Dzień      | Rok  | Miejscowość | Skocznia        | Punkt K | HS     | Konkurs  | Skok 1  | Skok 2 | Nota     | Strata    | Zwycięzca         |
| ------- | ---------- | ---- | ----------- | --------------- | ------- | ------ | -------- | ------- | ------ | -------- | --------- | ----------------- |
| —       | 29 czerwca | 2023 | Zakopane    | Średnia Krokiew | K-95    | HS-105 | indywid. | DSQ     | DSQ    | DSQ      | DSQ       | Daniel Tschofenig |
| 51.     | 1 lipca    | 2023 | Zakopane    | Wielka Krokiew  | K-125   | HS-140 | indywid. | 105,5 m | –      | 65,8 pkt | 213,3 pkt | Dawid Kubacki     |

## Zimowy olimpijski festiwal młodzieży Europy

### Indywidualnie
| 2023 Friuli-Wenecja Julijska/ Planica | – | 23. miejsce |

### Starty A. Kappa na zimowym olimpijskim festiwalu młodzieży Europy – szczegółowo
| Miejsce | Dzień       | Rok  | Miejscowość | Skocznia           | Punkt K | HS     | Konkurs  | Skok 1 | Skok 2 | Nota      | Strata   | Zwycięzca        |
| ------- | ----------- | ---- | ----------- | ------------------ | ------- | ------ | -------- | ------ | ------ | --------- | -------- | ---------------- |
| 23.     | 23 stycznia | 2023 | Planica     | Srednja skakalnica | K-95    | HS-102 | indywid. | 89,0 m | 83,0 m | 198,5 pkt | 70,3 pkt | Stephan Embacher |

## Puchar Kontynentalny

### Miejsca w klasyfikacji generalnej
| Sezon     | Miejsce |
| --------- | ------- |
| 2024/2025 | 79.     |

### Miejsca w poszczególnych konkursach Pucharu Kontynentalnego
stan po zakończeniu sezonu 2024/2025
| Źródło                                                                        | Źródło            | Źródło     | Źródło     | Źródło          | Źródło          | Źródło              | Źródło              | Źródło        | Źródło        | Źródło        | Źródło            | Źródło            | Źródło            | Źródło            | Źródło              | Źródło              | Źródło              | Źródło              | Źródło              | Źródło              | Źródło         | Źródło         | Źródło      | Źródło      | Źródło | Źródło | Źródło | Źródło | Źródło | Źródło | Źródło | Źródło | Źródło | Źródło | Źródło | Źródło | Źródło | Źródło | Źródło | Źródło | Źródło | Źródło | Źródło | Źródło | Źródło | Źródło | Źródło | Źródło | Źródło | Źródło | Źródło | Źródło | Źródło | Źródło | Źródło | Źródło | Źródło | Źródło | Źródło |
| ----------------------------------------------------------------------------- | ----------------- | ---------- | ---------- | --------------- | --------------- | ------------------- | ------------------- | ------------- | ------------- | ------------- | ----------------- | ----------------- | ----------------- | ----------------- | ------------------- | ------------------- | ------------------- | ------------------- | ------------------- | ------------------- | -------------- | -------------- | ----------- | ----------- | ------ | ------ | ------ | ------ | ------ | ------ | ------ | ------ | ------ | ------ | ------ | ------ | ------ | ------ | ------ | ------ | ------ | ------ | ------ | ------ | ------ | ------ | ------ | ------ | ------ | ------ | ------ | ------ | ------ | ------ | ------ | ------ | ------ | ------ | ------ |
| Sezon 2022/2023                                                               |                   |            |            |                 |                 |                     |                     |               |               |               |                   |                   |                   |                   |                     |                     |                     |                     |                     |                     |                |                |             |             |        |        |        |        |        |        |        |        |        |        |        |        |        |        |        |        |        |        |        |        |        |        |        |        |        |        |        |        |        |        |        |        |        |        |        |
| Vikersund HS117                                                               | Vikersund HS117   | Ruka HS142 | Ruka HS142 | Engelberg HS140 | Engelberg HS140 | Planica HS138       | Planica HS138       | Sapporo HS137 | Sapporo HS137 | Sapporo HS137 | Eisenerz HS109    | Eisenerz HS109    | Klingenthal HS140 | Klingenthal HS140 | Rena HS139          | Rena HS139          | Iron Mountain HS133 | Iron Mountain HS133 | Iron Mountain HS133 | Iron Mountain HS133 | Zakopane HS140 | Zakopane HS140 | Lahti HS130 | Lahti HS130 | punkty |        |        |        |        |        |        |        |        |        |        |        |        |        |        |        |        |        |        |        |        |        |        |        |        |        |        |        |        |        |        |        |        |        |        |
| -                                                                             | -                 | -          | -          | -               | -               | -                   | -                   | -             | -             | -             | -                 | -                 | -                 | -                 | -                   | -                   | -                   | -                   | -                   | -                   | 52             | 55             | 53          | 46          | 0      |        |        |        |        |        |        |        |        |        |        |        |        |        |        |        |        |        |        |        |        |        |        |        |        |        |        |        |        |        |        |        |        |        |        |
| Sezon 2024/2025                                                               |                   |            |            |                 |                 |                     |                     |               |               |               |                   |                   |                   |                   |                     |                     |                     |                     |                     |                     |                |                |             |             |        |        |        |        |        |        |        |        |        |        |        |        |        |        |        |        |        |        |        |        |        |        |        |        |        |        |        |        |        |        |        |        |        |        |        |
| Zhangjiakou HS106                                                             | Zhangjiakou HS106 | Ruka HS142 | Ruka HS142 | Engelberg HS140 | Engelberg HS140 | Bischofshofen HS142 | Bischofshofen HS142 | Sapporo HS137 | Sapporo HS137 | Sapporo HS137 | Lillehammer HS140 | Lillehammer HS140 | Kranj HS109       | Kranj HS109       | Iron Mountain HS133 | Iron Mountain HS133 | Iron Mountain HS133 | Iron Mountain HS133 | Lahti HS130         | Lahti HS130         | Zakopane HS140 | Zakopane HS140 | punkty      | punkty      | punkty | punkty | punkty | punkty | punkty | punkty | punkty | punkty | punkty | punkty | punkty | punkty | punkty | punkty | punkty | punkty | punkty |        |        |        |        |        |        |        |        |        |        |        |        |        |        |        |        |        |        |
| -                                                                             | -                 | -          | -          | -               | -               | -                   | -                   | -             | -             | -             | dq                | 47                | -                 | -                 | -                   | -                   | -                   | -                   | 46                  | 20                  | 34             | 28             | 14          | 14          | 14     | 14     | 14     | 14     | 14     | 14     | 14     | 14     | 14     | 14     | 14     | 14     | 14     | 14     | 14     | 14     | 14     |        |        |        |        |        |        |        |        |        |        |        |        |        |        |        |        |        |        |
| Legenda                                                                       |                   |            |            |                 |                 |                     |                     |               |               |               |                   |                   |                   |                   |                     |                     |                     |                     |                     |                     |                |                |             |             |        |        |        |        |        |        |        |        |        |        |        |        |        |        |        |        |        |        |        |        |        |        |        |        |        |        |        |        |        |        |        |        |        |        |        |
| 1 2 3 4-10 11-30 poniżej 30 dq – dyskwalifikacja - – zawodnik nie wystartował |                   |            |            |                 |                 |                     |                     |               |               |               |                   |                   |                   |                   |                     |                     |                     |                     |                     |                     |                |                |             |             |        |        |        |        |        |        |        |        |        |        |        |        |        |        |        |        |        |        |        |        |        |        |        |        |        |        |        |        |        |        |        |        |        |        |        |

## FIS Cup

### Miejsca w klasyfikacji generalnej
| Sezon     | Miejsce |
| --------- | ------- |
| 2021/2022 | 141.    |
| 2024/2025 | 122.    |

### Miejsca w poszczególnych konkursachFIS Cupu
stan po zakończeniu sezonu 2024/2025
| Sezon 2021/2022                                                               |                    |                  |                  |                  |                  |             |             |                  |                  |                  |                  |               |               |                  |                  |               |               |                |                |               |               |                |                |               |               |                |                |        |        |        |        |        |        |        |        |        |        |        |        |        |        |
| Otepää HS97                                                                   | Otepää HS97        | Kuopio HS100     | Kuopio HS127     | Einsiedeln HS117 | Einsiedeln HS117 | Ljubno HS94 | Ljubno HS94 | Villach HS98     | Villach HS98     | Lahti HS100      | Lahti HS100      | Falun HS100   | Falun HS100   | Kandersteg HS106 | Kandersteg HS106 | Notodden HS98 | Notodden HS98 | Zakopane HS105 | Villach HS98   | Villach HS98  | Oberhof HS100 | Oberhof HS100  | punkty         | punkty        | punkty        | punkty         | punkty         | punkty | punkty | punkty | punkty | punkty | punkty | punkty | punkty | punkty | punkty | punkty | punkty | punkty | punkty |
| 42                                                                            | 43                 | -                | -                | -                | -                | -           | -           | -                | -                | 27               | 25               | -             | -             | -                | -                | -             | -             | -              | -              | -             | -             | -              | 10             | 10            | 10            | 10             | 10             | 10     | 10     | 10     | 10     | 10     | 10     | 10     | 10     | 10     | 10     | 10     | 10     | 10     | 10     |
| Sezon 2022/2023                                                               |                    |                  |                  |                  |                  |             |             |                  |                  |                  |                  |               |               |                  |                  |               |               |                |                |               |               |                |                |               |               |                |                |        |        |        |        |        |        |        |        |        |        |        |        |        |        |
| Frenštát HS106                                                                | Frenštát HS106     | Szczyrk HS104    | Szczyrk HS104    | Einsiedeln HS117 | Einsiedeln HS117 | Kranj HS109 | Kranj HS109 | Villach HS98     | Villach HS98     | Notodden HS98    | Notodden HS98    | Szczyrk HS104 | Szczyrk HS104 | Villach HS98     | Villach HS98     | Oberhof HS100 | Oberhof HS100 | Zakopane HS140 | Zakopane HS140 | punkty        | punkty        | punkty         | punkty         | punkty        | punkty        | punkty         | punkty         | punkty | punkty | punkty | punkty | punkty | punkty | punkty | punkty | punkty | punkty | punkty |        |        |        |
| -                                                                             | -                  | -                | -                | -                | -                | -           | -           | -                | -                | -                | -                | -             | -             | -                | -                | -             | -             | 44             | 47             | 0             | 0             | 0              | 0              | 0             | 0             | 0              | 0              | 0      | 0      | 0      | 0      | 0      | 0      | 0      | 0      | 0      | 0      | 0      |        |        |        |
| Sezon 2023/2024                                                               |                    |                  |                  |                  |                  |             |             |                  |                  |                  |                  |               |               |                  |                  |               |               |                |                |               |               |                |                |               |               |                |                |        |        |        |        |        |        |        |        |        |        |        |        |        |        |
| Szczyrk HS104                                                                 | Szczyrk HS104      | Einsiedeln HS117 | Einsiedeln HS117 | Villach HS98     | Villach HS98     | Râșnov HS97 | Râșnov HS97 | Kandersteg HS106 | Kandersteg HS106 | Notodden HS98    | Notodden HS98    | Falun HS100   | Falun HS100   | Szczyrk HS104    | Szczyrk HS104    | Oberhof HS100 | Oberhof HS100 | Zakopane HS140 | Zakopane HS140 | punkty        | punkty        | punkty         | punkty         | punkty        | punkty        | punkty         | punkty         | punkty | punkty | punkty | punkty | punkty | punkty | punkty | punkty | punkty | punkty | punkty |        |        |        |
| -                                                                             | -                  | -                | -                | -                | -                | -           | -           | 52               | 65               | -                | -                | -             | -             | 53               | 51               | -             | -             | -              | -              | 0             | 0             | 0              | 0              | 0             | 0             | 0              | 0              | 0      | 0      | 0      | 0      | 0      | 0      | 0      | 0      | 0      | 0      | 0      |        |        |        |
| Sezon 2024/2025                                                               |                    |                  |                  |                  |                  |             |             |                  |                  |                  |                  |               |               |                  |                  |               |               |                |                |               |               |                |                |               |               |                |                |        |        |        |        |        |        |        |        |        |        |        |        |        |        |
| Hinterzarten HS109                                                            | Hinterzarten HS109 | Frenštát HS106   | Frenštát HS106   | Szczyrk HS104    | Szczyrk HS104    | Kranj HS109 | Kranj HS109 | Villach HS98     | Villach HS98     | Einsiedeln HS117 | Einsiedeln HS117 | Otepää HS97   | Otepää HS97   | Otepää HS97      | Kandersteg HS106 | Notodden HS98 | Notodden HS98 | Falun HS100    | Falun HS100    | Szczyrk HS104 | Szczyrk HS104 | Eisenerz HS109 | Eisenerz HS109 | Oberhof HS100 | Oberhof HS100 | Zakopane HS140 | Zakopane HS140 | punkty |        |        |        |        |        |        |        |        |        |        |        |        |        |
| -                                                                             | -                  | 39               | 34               | 56               | 51               | -           | -           | -                | -                | -                | -                | 21            | 22            | 49               | 57               | -             | -             | -              | -              | -             | -             | -              | -              | 50            | 36            | dq             | 37             | 19     |        |        |        |        |        |        |        |        |        |        |        |        |        |
| Legenda                                                                       |                    |                  |                  |                  |                  |             |             |                  |                  |                  |                  |               |               |                  |                  |               |               |                |                |               |               |                |                |               |               |                |                |        |        |        |        |        |        |        |        |        |        |        |        |        |        |
| 1 2 3 4-10 11-30 poniżej 30 dq – dyskwalifikacja - − zawodnik nie wystartował |                    |                  |                  |                  |                  |             |             |                  |                  |                  |                  |               |               |                  |                  |               |               |                |                |               |               |                |                |               |               |                |                |        |        |        |        |        |        |        |        |        |        |        |        |        |        |